# David Johnson (1951–2022)
David Edward Johnson (ur. 23 października 1951 w Liverpoolu, zm. 23 listopada 2022) – angielski piłkarz występujący na pozycji napastnika.

## Kariera klubowa
David Johnson seniorską karierę rozpoczynał w 1969 roku w Evertonie, którego jest wychowankiem. W lidze angielskiej zadebiutował 9 stycznia 1971 w zremisowanym 2-2 wyjazdowym meczu z Burnley F.C. W 1972 roku przeniósł się do Ipswich Town. W drużynie Traktorzystów wystąpił w 136 meczach i strzelił 35 bramek. Na początku sezonu 1976–77 przeszedł do Liverpool F.C.
W The Reds występował przez kolejne sześć lat. Z Liverpoolem czterokrotnie zdobył mistrzostwo Anglii 1977, 1979, 1980, 1982, dwukrotnie Puchar Ligi Angielskiej w 1981, 1982, trzykrotnie Puchar Europy w 1977, 1978 i 1981 oraz Superpuchar Europy w 1977. Ogółem w barwach The Reds wystąpił 148 razy i strzelił 55 bramek.
W 1982 powrócił do Everton. W 1984 roku występował w czterech klubach: Evertonie, drugoligowych Barnsley i Manchesterze City, amerykańskim Tulsa Roughnecks oraz trzecioligowym Preston North End. Karierę zakończył na Malcie w klubie Naxxar Lions.

## Kariera reprezentacyjna
W reprezentacji Anglii David Johnson zadebiutował 22 maja 1975 roku w zremisowanym 2:2 meczu z Walią w British Home Championship. Był to udany debiut, gdyż Johnson strzelił obie bramki. W 1980 roku został powołany do kadry na mistrzostwa Europy. Na Euro 80 wystąpił w meczu Belgią.
W latach 1977–1982 w drużynie narodowej Johnson rozegrał w sumie 8 spotkań i zdobył 6 bramek.